# 2-hydroxyisoboterzuur
2-hydroxyisoboterzuur of 2-hydroxy-2-methylpropionzuur is een hydroxyzuur, dat afgeleid is van melkzuur. Het is een wit kristallijn poeder, dat zeer goed oplosbaar is in water.

## Synthese
2-hydroxyisoboterzuur wordt bereid door in melkzuur het waterstofatoom op de α-positie te vervangen door een methylgroep (vandaar dat de verbinding ook wel α-hydroxyisoboterzuur wordt genoemd). Het is nodig om eerst een beschermende groep te koppelen aan de hydroxylgroepen van het melkzuur en die na de methylering weer te verwijderen.
Een andere methode is de selectieve oxidatie van isobutyleenglycol, waarbij enkel de primaire hydroxylgroep van dit glycol wordt omgezet in een carboxylgroep.
2-hydroxyisoboterzuur kan ook door biosynthese bekomen worden.

## Toepassingen
Uit 2-hydroxyisoboterzuur kan het dimeer, de cyclische diester tetramethylglycolide (TMG) bereid worden. TMG kan weer gebruikt worden als grondstof voor het afbreekbare polymeer poly(tetramethylglycolide) (PTMG), dat een alternatief is voor polymelkzuur.
Verschillende andere verbindingen kunnen eruit bereid worden, waaronder isobutyleenoxide, isobutyleenglycol, methacrylzuur, 2-aminoisoboterzuur of 2-hydroxyisobutyramide.